# 料理と食養生の書
『料理と食養生の書』（りょうりとしょくようじょうのしょ、Kitab al-Tabikh wa Islah al-Aghdhiyah al Ma'kulat, アラビア語: (كتاب الطبيخ وإصلاح الاغذية المأكولات وطيبة الأطعمة المصنوعات مما استخرج من كتب الطب وألفاظ الطهاة وأهل اللب）は、イブン・サッヤール・アル＝ワッラークが編纂した10世紀の料理書。現存する最古のアラビア語の料理書であり、中世イスラーム世界の食文化を伝える文献となっている。『料理書』とも略称される。

## 時代背景・著者
中世のアラブ料理書は、アダブ（adab）と呼ばれるアラビア語文学のカテゴリーに属する。本書が作られたアッバース朝時代のアダブとは基礎教養を指し、料理書も食べ物や料理についての教養を伝えることを目的にしていた。主な読者層は富裕層の子弟や知識人であり、その中でも実際に調理を行いうる人が想定されていた。
8世紀から11世紀にかけて、イスラーム世界の経済・文化の中心の1つだったバグダードでは料理書が盛んに作られた。本書には出典に使われた書物についても記述があり、それ以前の時代から多数の類書が存在していたことが分かる。アッバース朝の宮廷では食事療法が行われ、9世紀以降は医学者が食養生学について盛んに執筆した。
当時の料理書の著書や編者は、宮廷に仕える学者、音楽家、官僚、カリフの侍医だった。本書の編者であるワッラークについては、生没年を含め詳細が不明となっている。

## 内容
132章で構成され、百科全書的な内容をもつ。食材の医学的特性と効能の一覧。パン・穀物・肉・魚・卵・野菜料理の調理法。病人食の調理法。菓子類と飲料の製法。食事の作法、酒類の製法。食に関する逸話や詩もある。ワッラークが参考にした他の書物として、食養生書、料理書、飲料の書、葡萄酒の書、シロップの書などが書かれている。9世紀から11世紀までのアラブ料理書は宮廷料理について書かれており、本書の内容も宮廷料理に属する。

### 序文
中世アラブ料理書は医食同源の思想にもとづいている。多くの料理書の序文では、(1) 食に関する情報の氾濫、(2) 奇異な料理がもてはやされる風潮、(3) 風土や人々の体質に合わない料理がもてはやされる問題などを指摘し、正しい料理（al-sahih min al-tabikh）の必要性が強調される。ワッラークも本書の序文で次のように書いている。

### 調理法
調理法は552種類が掲載され、料理名ごとに章立てされている。料理一つごとに調理法を載せる構成になっている。たとえばパンを酢と油に浸すサリード（Tharid）という穀物料理は、当時の都市で最もよく食べられており、調理法は次のように書かれている。
パスタにあたる料理の製法もあり、本書にはイトリヤ（itriya）と呼ばれるものがある。中世イスラーム世界のイトリヤは、イーストを入れないファティール（fatir）というパンの生地から作り、水で加熱調理した。米や豆の代用品としてスープに入れたり、砕いてプディング菓子に入れている。
肉料理ではラム肉や鶏肉のロースト、ソーセージ、チキンポットパイのような料理（tannuriyya）がある。魚料理の種類は肉より少なく、大型の魚を使った詰め物などがある。デザートとしては焼き菓子（halaqim）やプディングの一種（khabis）がある。病人食としては、穀物スープにあたる「イブン・マーサワイヒの書からの大麦水」という料理の製法などがある。

### 香辛料
本書の調理法の特徴として、当時は薬としても重宝された香辛料が多く使われている点がある。麝香、龍涎香、没薬、丁子、ナツメグ、カルダモンなどである。

### 調理用具
調理用具についての記述もある。たとえば料理用の鍋については、9世紀の哲学者キンディーの『道具の書』からの引用もあり、石、銅、鉄、錫、真鍮、素焼きの素材別に形状・特性・適した料理を述べている。肉の煮込みに最適なのは石の深鍋、小麦粥に最適なのは錫メッキをした銅の深鍋であるなどの説明も付けられている。
加熱用具には、下方から火をあてるコンロ式と、四方密閉で蒸しあげるオーブン式が説明されている。主なコンロにあたるものはムスタウカド（mustawqad）と呼ばれ、料理用と菓子用に分かれている。タンノールという土製のオーブンは、パンや小麦粉を使った料理の多くをはじめ、いくつかの肉料理、魚料理、野菜料理、デザートなどあらゆる食材に使われている。ナバテアの水パンというパンの製法は、21世紀のトルコのディヤルバクル県でタンノールを使うパンの製法と同じ手順であり、同様の構造だったことが分かる。詳細が不明なカーヌーン（kānūn）やフルン（furn）などのコンロやオーブンもある。

## 評価・影響

### アラブ料理書における位置
本書は一つ一つの料理の名称ごとに構成されており、類似の構成の料理書として、『ムワッヒド朝期のマグリブ・アンダルスの料理書』（13世紀、著者不詳）や、Ibnal-Mirbadの 『料理術の書』（13世紀）がある。

### 影響
本書は後世のアラブ料理書に多大な影響を与えたとされている。増補にあたる内容の書物として、アイユーブ朝で作られた『医学の無知から免れるための友人との絆の書』（13世紀。以後『絆の書』と略記）がある。アラブ料理書は過去の書物の題名を変えて利用されることがあり、長くは200年以上前の書物も使われる。『絆の書』も、本書をもとに編纂された可能性がある。
本書の他に影響が大きかった中世の料理書として、バグダードのムハンマド・ビン・ハサン・アル＝バグダーディーによる『料理書』（1226年）や、アイユーブ朝の地域で書かれたとされる『おいしい料理と香料の説明に関する友人との絆』（著者不詳、13世紀）がある。